# Boris Globočnik
‎Boris Globočnik - Damjan, slovenski partizan, politik in posestnik, * 5. junij 1915, Železniki, † 18. junij 1978, Železniki.
Kot operativni častnik Gorenjskega odreda je bil eden izmed odposlancev, ki so se udeležili Zbora odposlancev slovenskega naroda v Kočevju.